# Widener (Arkansas)
Widener es un pueblo ubicado en el condado de Saint Francis en el estado estadounidense de Arkansas. En el Censo de 2010 tenía una población de 273 habitantes y una densidad poblacional de 210,81 personas por km².

## Geografía
Widener se encuentra ubicado en las coordenadas 35°1′20″N 90°40′53″O / 35.02222, -90.68139. Según la Oficina del Censo de los Estados Unidos, Widener tiene una superficie total de 1.29 km², de la cual 1.29 km² corresponden a tierra firme y (0%) 0 km² es agua.

## Demografía
Según el censo de 2010, había 273 personas residiendo en Widener. La densidad de población era de 210,81 hab./km². De los 273 habitantes, Widener estaba compuesto por el 35.9% blancos, el 61.54% eran afroamericanos, el 0% eran amerindios, el 0% eran asiáticos, el 0% eran isleños del Pacífico, el 1.1% eran de otras razas y el 1.47% pertenecían a dos o más razas. Del total de la población el 5.13% eran hispanos o latinos de cualquier raza.